# A Rainha e a Bastarda
A Rainha e a Bastarda (Portugal, 2022), é uma série histórica em 8 episódios, criada por Patrícia Müller e realização de Sérgio Graciano, que estreou no dia  23 de fevereiro de 2022, na RTP1.

## Sinopse
Em 1320, Portugal enfrenta uma guerra civil entre o rei D. Dinis e o seu filho primogénito, o Infante Afonso, disputando a sucessão do trono, em simultâneo com uma epidemia que assolava o país nessa época. 
Ao mesmo tempo, Maria Afonso, monja e filha bastarda do rei, é vítima de violação e assassinato. O rei e seus súbditos descobrem o corpo abandonado de Maria Afonso. Dom Dinis sofre a perda da infanta e procura conforto no seu honrado escudeiro, Lopo Aires Teles, pedindo-lhe que vá à procura do assassino da sua filha. 

## Elenco
- Rúben Gomes como Rei D. Dinis
- Maria João Bastos como Rainha Santa Isabel
- Anabela Moreira como Vataça Láscaris
- Paulo Rocha como Lopo Aires Teles
- Diogo Martins como Infante Afonso
- Miguel Raposo como Afonso Sanches
- Madalena Almeida como Maria Afonso
- Bárbara Branco como Teresa Martins de Meneses
- Carolina Carvalho como Beatriz de Castela
- Inês Pires Tavares como Kalila

## Elenco Adicional
- António Simão como Raimundo de Cardona
- Iris Cayatte como Sancha
- Ana Padrão como Irene